# Juro Kuvicek
Juro Kuvicek (Považská Bystrica, 15 dicembre 1967) è un ex calciatore slovacco naturalizzato norvegese, di ruolo attaccante.

## Carriera

### Club
Kuvicek giocò per il Kongsberg, prima di passare al Mjøndalen. Si trasferì poi allo Strømsgodset, con cui vinse il campionato 1989 e si guadagnò un posto nell'Eliteserien. L'esordio nella massima divisione norvegese fu datato 28 aprile 1990, quando fu titolare nella sconfitta per 0-1 contro il Brann. Il primo gol arrivò il 4 agosto 1991, nella sconfitta per 5-2 contro il Viking. Lo stesso anno fu coronato con il successo finale nella Coppa di Norvegia 1991.
Nel 1996, passò al Vålerenga. Il debutto arrivò il 4 settembre, quando subentrò ad Espen Musæus nel pareggio contro lo Strømsgodset. La stagione si concluse con una retrocessione, ma l'anno successivo la squadra centrò l'immediata promozione e il successo finale nella Coppa di Norvegia 1997. Nel 2000 si trasferì all'Oslo Øst, dove rimase fino al 2002. Nel 2008 tornò in campo nel Manglerud Star, nuovo nome del vecchio Oslo Øst, ma a metà stagione firmò per il Kongsberg.

## Palmarès

### Club

#### Competizioni nazionali
- Coppa di Norvegia: 2

Strømsgodset: 1991
Vålerenga: 1997